# Pontogenia maggiae
Pontogenia maggiae är en ringmaskart som beskrevs av Augener 1906. Pontogenia maggiae ingår i släktet Pontogenia och familjen Aphroditidae. Inga underarter finns listade i Catalogue of Life.